# Stor-Röbergstjärnen
Stor-Röbergstjärnen är en sjö i Bräcke kommun i Jämtland och ingår i Ljungans huvudavrinningsområde. Sjön har en area på 0,105 kvadratkilometer och ligger 367,4 meter över havet.

## Delavrinningsområde
Stor-Röbergstjärnen ingår i det delavrinningsområde (697982-148792) som SMHI kallar för Utloppet av Håvdsjön. Medelhöjden är 324 meter över havet och ytan är 27,68 kvadratkilometer. Räknas de 19 avrinningsområdena uppströms in blir den ackumulerade arean 223,48 kvadratkilometer. Lillsjöströmmen som avvattnar avrinningsområdet har biflödesordning 3, vilket innebär att vattnet flödar genom totalt 3 vattendrag innan det når havet efter 171 kilometer. Avrinningsområdet består mestadels av skog (68 procent). Avrinningsområdet har 5,98 kvadratkilometer vattenytor vilket ger det en sjöprocent på 21,6 procent.